# 永正
永正（）は、日本の元号の一つ。文亀の後、大永の前。1504年から1521年までの期間を指す。この時代の天皇は後柏原天皇。室町幕府将軍は足利義澄、足利義稙。

## 改元
- 文亀4年2月30日（ユリウス暦1504年3月16日） 甲子革令に当たるため改元
- 永正18年8月23日（ユリウス暦1521年9月23日） 大永に改元

## 永正期におきた出来事
元年（1504年）
- 9月27日（11月3日） - 立河原の戦い。扇谷上杉朝良、山内上杉顕定に勝利。

2年（1505年）
- 菅沼定則により、三河の設楽郡に野田城が築かれる。
- 牧野古白により、三河渥美郡の北端に今橋城が築かれる。これを機に、牧野氏と戸田氏の抗争が激化。今橋城は係争の地となる。

3年（1506年）
- 古河公方足利政氏と息子の高基が家督を巡って対立し、佐野氏、白河結城氏、小山成長、佐竹義舜、岩城由隆などが政氏を支持し、宇都宮成綱、結城政朝、小田政治などが高基を支持し、関東各地で戦闘が続発した。（永正の乱）
- 北条早雲、相模にて検地を実施。
- 11月 - 今橋城の陥落。城主の牧野古白入道は敗死。

4年（1507年）
- 6月23日（8月1日） - 永正の錯乱。管領 細川政元、自邸内にて殺害される。

これを機に、政元の養子（澄之・澄元・高国）による家督争いに加え、大内義興を味方につけた足利義尹の将軍復職活動が盛んになる。
- 8月1日（9月7日） - 細川澄元、養父の仇討ちという形で、三好之長と連合して同じ養子の細川澄之を敗死させ細川京兆家の家督を奪う。
- 8月7日（9月13日） - 越後守護代長尾為景、上杉定実を擁立して守護上杉房能を急襲。関東管領上杉顕定（房能実兄）を頼り関東への逃亡を図った房能を天水越で自害に追い込む（永正の乱）。
- 大内義興、義尹の仲介により少弐資元と和睦。

5年（1508年）
- 3月17日（4月17日） - 細川高国、澄元に対抗すべく足利義尹・大内義興の連合との合流を目論み、京都を出奔。翌月、足利義澄将軍・澄元派は大内上洛軍との対峙を危ぶみ、近江甲賀郡へ退避。
- 7月1日（7月28日）- 京都帰還を果たした足利義尹、将軍職に再任さる。並びに、高国は管領に、大内義興は管領代に任じられる。のちに義尹は義稙に改名、高国も澄元から剥奪した細川京兆家の家督継承を認められた。
- 三河の設楽郡に長篠城が築かれる。

6年（1509年）
- 宇都宮成綱が片角原の戦いで蘆名氏に勝利し、塩原まで進出する。
- 6月17日（7月4日） - 如意ヶ嶽の戦い。高国・大内義興の連合軍、澄元軍を撃退。

7年（1510年）
- 8月8日（9月11日） - 摂津・河内で大地震。四天王寺の石鳥居、藤井寺が大破。
- 8月27日（9月30日） - 遠江で津波。浜名湖が海とつながり今切を生じた記録あり。

8年（1511年）
- 8月14日（9月6日） - 足利義澄、将軍復職も叶わぬまま病死。
- 8月24日（9月16日） - 船岡山の戦い。澄元派の一員である細川政賢の京都進攻を恐れて丹波に逃れた将軍 足利義稙が、大内義興らの援助により山城の船岡山に布陣した政賢を破って再入京。澄元は阿波へ退散する。

9年（1512年）
- 日本初の梅毒罹患者が出現。
- 古河公方家の内紛で婿の高基を支持する宇都宮成綱と政氏を支持する重臣・芳賀高勝が対立し、成綱は高勝の謀略によって隠居させられた後、分裂した家中を統制するために、高勝を謀殺し、芳賀氏側の重臣の城館を一斉に攻撃する。宇都宮錯乱とよばれる大きな内紛へと発展し、成綱が2年かけて内紛を鎮圧。家臣団を再構成し、家中を掌握する。
- 8月4日（9月3日） - 阿波に大津波。宍喰浦の民家多く流される。
- 10月 - 北条早雲により、相模の鎌倉郡に玉縄城が築かれる。
- 12月 - 因幡守護山名豊重が、弟の山名豊頼によって布勢天神山城にて殺害される。（申ノ歳崩れ）

10年（1513年）
- 5月21日（6月30日） - 甲斐国で河内領主・穴山信懸が実子・清五郎により暗殺される。

11年（1514年）
- 8月23日 - 宇都宮錯乱で疲弊した下野宇都宮氏を狙い佐竹義舜・岩城由隆・上下那須氏の2万の連合軍が侵攻してくる高林の戦いで、宇都宮忠綱が宇都宮成綱・結城政朝らの援軍とともに撃退する。この勝利が政氏方に大きな影響を与え、下野宇都宮氏の躍進にも影響する。

13年（1516年）
- 宇都宮成綱が佐竹義舜率いる佐竹氏の大軍を小川縄釣の合戦で勝利し、佐竹氏に大打撃を与える。

15年（1518年）
- 8月2日（9月6日） - 幕府管領代の大内義興、本国へ帰還する。

16年（1519年）
- 細川澄元、高国打倒のため阿波で再起。三好之長を中核とする軍勢で摂津に進駐。

17年（1520年）
- 2月 - 細川高国、仇敵の澄元軍に敗れて近江坂本へ退去。
- 3月7日（3月25日） - 熊野で大地震。那智・熊野の堂舎破損し、民家津波に流失。
- 5月 - 朝倉氏・土岐氏・六角氏などの支援を得た高国軍、反撃の京都再攻（等持院の戦い）。澄元は敗れて摂津へ撤退、三好之長は自害。
- 6月10日（6月24日） - 細川澄元、生国の阿波勝端城にて死去。

これにより細川氏の管領職争いが一時沈静化する。
18年（1521年）
- 2月12日 高野山大火。寺院より出火、大塔、金堂以下伽藍300余宇・塔婆19基、僧坊など3900余宇を焼失し、全山壊滅状態となる。
- 3月7日（4月13日） - 細川高国との確執を深めた足利義稙、京都から出奔。
- 3月22日（4月28日） - 後柏原天皇の即位式典、即位21年を経てようやく挙行される。
- 7月6日（8月8日） - 足利義澄の遺児で備前守護代浦上村宗の庇護下にあった足利亀王丸、高国に迎えられ、入洛を果たす。

### 出生
- 元年（1504年） - 畠山稙長、紀伊守護（天文14年死去）
- 元年（1504年） - 長宗我部国親、土佐の戦国大名で長宗我部元親の父（永禄3年死去）
- 2年（1505年） - 菊池義武、肥後の戦国大名で大友宗麟の叔父（天文23年死去）
- 4年1月11日（1507年2月22日）- 九条稙通、関白（文禄3年死去）
- 4年4月26日（1507年6月6日）- 山科言継、公卿（天正7年死去）
- 4年11月15日（1507年12月18日） - 大内義隆、大内義興の子で周防・長門などの戦国大名（天文20年死去）
- 5年（1508年） - 上泉信綱、上野の兵法家（天正5年死去）
- 5年（1508年） - 足利晴氏、古河公方（永禄3年死去）
- 5年（1508年） - 松永久秀、大和の武将（天正5年死去）
- 6年（1509年） - 足利義維、堺公方で足利義栄の父（天正元年死去）
- 6年（1509年） - 長尾晴景、越後守護代で上杉謙信の兄（天文22年死去）
- 7年（1510年） - 織田信秀、尾張の武将で織田信長の父（天文20年死去）
- 8年3月5日（1511年4月2日） - 足利義晴、室町幕府12代将軍（天文19年死去）
- 8年（1511年） - 松平清康、三河の武将で徳川家康の祖父（天文4年死去）
- 10年（1513年） - 斯波義統、尾張守護（天文23年死去）
- 10年（1513年） - 今川氏輝、駿河守護（天文5年死去）
- 10年（1513年） - 大政所、豊臣秀吉・豊臣秀長の母（文禄元年死去）
- 10年（1513年） - 立花道雪、豊後の武将・大友氏重臣（天正13年死去）
- 10年（1513年） - 柿崎景家、越後の武将・上杉氏重臣（天正2年死去）
- 10年（1513年） - 真田幸隆、信濃の武将・武田氏重臣（天正2年死去）
- 11年（1514年） - 島津貴久、薩摩の戦国大名（元亀2年死去）
- 11年（1514年） - 細川晴元、管領（永禄6年死去）
- 11年（1514年） - 尼子晴久、出雲・石見などの戦国大名（永禄3年死去）
- 11年（1514年） - 慶寿院、足利義晴室で足利義輝・足利義昭の母（永禄8年死去）
- 12年（1515年） - 北条氏康、北条氏綱の子で相模の戦国大名（元亀2年死去）
- 13年（1516年） - 織田信光、尾張の武将で織田信秀の弟（弘治元年死去）
- 14年5月29日（1517年6月18日） - 正親町天皇、106代天皇（文禄2年崩御）
- 16年（1519年） - 今川義元、駿河の戦国大名（永禄3年死去）
- 16年（1519年） - 伊達晴宗、奥州の武将で伊達氏第15代当主（天正5年死去）

### 死去
- 2年9月16日（1505年10月13日）- 武田信昌、甲斐守護（文安4年出生）
- 3年1月21日（1506年2月13日）- 毛利弘元、安芸の武将で毛利元就の父（文正元年出生）
- 3年8月8日（1506年8月26日） - 雪舟、画僧（応永27年出生）
- 4年2月3日（1507年3月26日）- 京極材宗、侍所頭人（生年不詳）
- 4年2月14日（1507年3月27日）- 武田信縄、甲斐守護（文明3年出生）
- 4年6月23日（1507年8月1日） - 細川政元、室町幕府管領（文正元年出生 享年42）
- 4年8月1日（1507年9月7日） - 細川澄之、細川政元の養子（延徳元年出生 享年19）
- 5年2月15日（1508年3月16日）- 島津忠昌、薩摩守護（寛正4年出生）
- 5年10月25日（1508年11月27日）- 京極政経、出雲守護（享徳2年出生）
- 5年11月16日（1508年12月8日） - 斯波義敏、尾張守護（永享7年出生）
- 7年6月20日（1510年7月25日） - 上杉顕定、関東管領（享徳3年出生）
- 7年8月18日（1510年9月21日） - 柳原量光、公家（文安5年出生）
- 8年2月19日（1511年3月18日） - 吉田兼倶、神道家・吉田神道創始（永享7年出生）
- 8年8月14日（1511年9月6日） - 足利義澄、室町幕府11代将軍（文明12年出生 享年32）
- 8年9月 - 長宗我部兼序、土佐の国人領主で長宗我部元親の祖父（生年不詳）
- 9年3月25日（1512年4月11日）- 朝倉貞景、越前の戦国大名で朝倉宗淳孝景の父（文明5年出生）
- 9年12月（1512年） - 山名豊重、因幡守護（生年不詳）
- 10年4月17日（1513年5月21日）- 斯波義寛、尾張守護（康正3年出生）
- 10年5月5日（1513年6月1日）- 織田達定、尾張守護代（生年不詳）
- 11年3月27日（1514年4月21日）- 一条冬良、関白（寛正5年出生）
- 12年8月25日（1515年10月2日）- 島津忠治、薩摩守護（長享3年出生）
- 13年8月25日（1516年9月21日）- 毛利興元、安芸の武将で毛利元就の兄（明応元年出生）
- 13年11月8日（1516年12月1日）- 宇都宮成綱、下野守護で下野の戦国大名、宇都宮広綱の祖父、宇都宮氏中興の祖（応仁2年出生）
- 14年3月13日（1517年4月3日）- 佐竹義舜、常陸国の戦国大名で佐竹義重の曾祖父（文明2年出生）
- 16年4月14日（1519年5月12日）- 島津忠隆、薩摩守護（明応6年出生）
- 16年6月16日（1519年7月12日）- 土岐政房、美濃守護（長禄元年出生）
- 16年8月15日（1519年9月8日） - 北条早雲、相模・伊豆の戦国大名で北条氏綱の父（永享4年出生）
- 17年5月11日（1520年5月27日） - 三好之長、阿波の武将で細川澄元の配下（長禄2年出生）
- 17年6月10日（1520年6月24日） - 細川澄元、細川政元の養子（延徳元年出生 享年32）
- 17年10月29日（1520年12月9日）- 六角高頼、近江守護で戦国大名（生年不詳）

## 西暦との対照表
※は小の月を示す。
| 永正元年（甲子）   | 一月※     | 二月  | 三月※   | 閏三月※ | 四月    | 五月※ | 六月※   | 七月  | 八月※  | 九月  | 十月    | 十一月    | 十二月※   |
| ------------------ | --------- | ----- | ------- | ------- | ------- | ----- | ------- | ----- | ------ | ----- | ------- | --------- | --------- |
| ユリウス暦         | 1504/1/18 | 2/16  | 3/17    | 4/15    | 5/14    | 6/13  | 7/12    | 8/10  | 9/9    | 10/8  | 11/7    | 12/7      | 1505/1/6  |
| 永正二年（乙丑）   | 一月      | 二月  | 三月※   | 四月※   | 五月    | 六月※ | 七月※   | 八月  | 九月※  | 十月  | 十一月  | 十二月※   |           |
| ユリウス暦         | 1505/2/4  | 3/6   | 4/5     | 5/4     | 6/2     | 7/2   | 7/31    | 8/29  | 9/28   | 10/27 | 11/26   | 12/26     |           |
| 永正三年（丙寅）   | 一月      | 二月  | 三月※   | 四月    | 五月※   | 六月  | 七月※   | 八月※ | 九月   | 十月※ | 十一月  | 閏十一月※ | 十二月    |
| ユリウス暦         | 1506/1/24 | 2/23  | 3/25    | 4/23    | 5/23    | 6/21  | 7/21    | 8/19  | 9/17   | 10/17 | 11/15   | 12/15     | 1507/1/13 |
| 永正四年（丁卯）   | 一月      | 二月  | 三月※   | 四月    | 五月※   | 六月  | 七月※   | 八月※ | 九月   | 十月※ | 十一月  | 十二月※   |           |
| ユリウス暦         | 1507/2/12 | 3/14  | 4/13    | 5/12    | 6/11    | 7/10  | 8/9     | 9/7   | 10/6   | 11/5  | 12/4    | 1508/1/3  |           |
| 永正五年（戊辰）   | 一月      | 二月  | 三月※   | 四月    | 五月※   | 六月  | 七月    | 八月※ | 九月※  | 十月  | 十一月※ | 十二月    |           |
| ユリウス暦         | 1508/2/1  | 3/2   | 4/1     | 4/30    | 5/30    | 6/28  | 7/28    | 8/27  | 9/25   | 10/24 | 11/23   | 12/22     |           |
| 永正六年（己巳）   | 一月※     | 二月  | 三月※   | 四月    | 五月    | 六月※ | 七月    | 八月※ | 閏八月 | 九月※ | 十月    | 十一月※   | 十二月    |
| ユリウス暦         | 1509/1/21 | 2/19  | 3/21    | 4/19    | 5/19    | 6/18  | 7/17    | 8/16  | 9/14   | 10/14 | 11/12   | 12/12     | 1510/1/10 |
| 永正七年（庚午）   | 一月※     | 二月  | 三月※   | 四月    | 五月※   | 六月  | 七月    | 八月※ | 九月   | 十月※ | 十一月  | 十二月    |           |
| ユリウス暦         | 1510/2/9  | 3/10  | 4/9     | 5/8     | 6/7     | 7/6   | 8/5     | 9/4   | 10/3   | 11/2  | 12/1    | 12/31     |           |
| 永正八年（辛未）   | 一月※     | 二月※ | 三月    | 四月※   | 五月※   | 六月  | 七月    | 八月※ | 九月   | 十月  | 十一月※ | 十二月    |           |
| ユリウス暦         | 1511/1/30 | 2/28  | 3/29    | 4/28    | 5/27    | 6/25  | 7/25    | 8/24  | 9/22   | 10/22 | 11/21   | 12/20     |           |
| 永正九年（壬申）   | 一月      | 二月※ | 三月※   | 四月    | 閏四月※ | 五月※ | 六月    | 七月※ | 八月   | 九月  | 十月    | 十一月※   | 十二月    |
| ユリウス暦         | 1512/1/19 | 2/18  | 3/18    | 4/16    | 5/16    | 6/14  | 7/13    | 8/12  | 9/10   | 10/10 | 11/9    | 12/9      | 1513/1/7  |
| 永正十年（癸酉）   | 一月      | 二月※ | 三月※   | 四月    | 五月※   | 六月※ | 七月    | 八月※ | 九月   | 十月  | 十一月※ | 十二月    |           |
| ユリウス暦         | 1513/2/6  | 3/8   | 4/6     | 5/5     | 6/4     | 7/3   | 8/1     | 8/31  | 9/29   | 10/29 | 11/28   | 12/27     |           |
| 永正十一年（甲戌） | 一月      | 二月※ | 三月    | 四月※   | 五月    | 六月※ | 七月※   | 八月  | 九月※  | 十月  | 十一月※ | 十二月    |           |
| ユリウス暦         | 1514/1/26 | 2/25  | 3/26    | 4/25    | 5/24    | 6/23  | 7/22    | 8/20  | 9/19   | 10/18 | 11/17   | 12/16     |           |
| 永正十二年（乙亥） | 一月      | 二月  | 閏二月※ | 三月    | 四月※   | 五月  | 六月※   | 七月※ | 八月   | 九月※ | 十月    | 十一月※   | 十二月    |
| ユリウス暦         | 1515/1/15 | 2/14  | 3/16    | 4/14    | 5/14    | 6/12  | 7/12    | 8/10  | 9/8    | 10/8  | 11/6    | 12/6      | 1516/1/4  |
| 永正十三年（丙子） | 一月      | 二月※ | 三月    | 四月    | 五月※   | 六月  | 七月※   | 八月※ | 九月   | 十月※ | 十一月  | 十二月※   |           |
| ユリウス暦         | 1516/2/3  | 3/4   | 4/2     | 5/2     | 6/1     | 6/30  | 7/30    | 8/28  | 9/26   | 10/26 | 11/24   | 12/24     |           |
| 永正十四年（丁丑） | 一月      | 二月※ | 三月    | 四月    | 五月※   | 六月  | 七月※   | 八月  | 九月※  | 十月  | 閏十月※ | 十一月    | 十二月※   |
| ユリウス暦         | 1517/1/22 | 2/21  | 3/22    | 4/21    | 5/21    | 6/19  | 7/19    | 8/17  | 9/16   | 10/15 | 11/14   | 12/13     | 1518/1/12 |
| 永正十五年（戊寅） | 一月      | 二月※ | 三月    | 四月※   | 五月    | 六月  | 七月※   | 八月  | 九月※  | 十月  | 十一月※ | 十二月    |           |
| ユリウス暦         | 1518/2/10 | 3/12  | 4/10    | 5/10    | 6/8     | 7/8   | 8/7     | 9/5   | 10/5   | 11/3  | 12/3    | 1519/1/1  |           |
| 永正十六年（己卯） | 一月※     | 二月  | 三月※   | 四月    | 五月※   | 六月  | 七月※   | 八月  | 九月   | 十月※ | 十一月  | 十二月    |           |
| ユリウス暦         | 1519/1/31 | 3/1   | 3/31    | 4/29    | 5/29    | 6/27  | 7/27    | 8/25  | 9/24   | 10/24 | 11/22   | 12/22     |           |
| 永正十七年（庚辰） | 一月※     | 二月※ | 三月    | 四月※   | 五月※   | 六月  | 閏六月※ | 七月  | 八月   | 九月  | 十月※   | 十一月    | 十二月    |
| ユリウス暦         | 1520/1/21 | 2/19  | 3/19    | 4/18    | 5/17    | 6/15  | 7/15    | 8/13  | 9/12   | 10/12 | 11/11   | 12/10     | 1521/1/9  |
| 永正十八年（辛巳） | 一月※     | 二月※ | 三月    | 四月※   | 五月※   | 六月  | 七月※   | 八月  | 九月   | 十月※ | 十一月  | 十二月    |           |
| ユリウス暦         | 1521/2/8  | 3/9   | 4/7     | 5/7     | 6/5     | 7/4   | 8/3     | 9/1   | 10/1   | 10/31 | 11/29   | 12/29     |           |